# Impresso-keramika
Impresso-keramika (talijanski impresso: utisnut) je kultura starijega neolitika (između 6500. i 4600. pr. Kr.), raširena po cijelome Sredozemlju, nazvana prema načinu ukrašavanja keramičkih posuda utiskivanjem prsta i nokta, zašiljenih predmeta od kamena ili kosti, rubova školjaka i puževa, a u kasnijim fazama i urezivanjem, osobito tehnikom a tremolo (talijanski: drhtav). Najčešći oblici su kuglaste i polukuglaste zdjele te duboki jajoliki lonci, a ornamentalni motivi vrlo su jednostavni (cik-cak crte, vučji zub i sl.). Duž jadranske obale i na otocima otkrivena su mnoga nalazišta, špiljska (Jami na Sredi, Vela jama, Vaganačka špilja, Grapčeva špilja, Markova špilja, Gudnja) ili na otvorenom (Vižula, Smilčić, Crno vrilo, Danilo), a odatle se kultura širila u unutrašnjost kroz Hercegovinu (Ravlića pećina, Zelena pećina, Hateljska pećina) sve do središnje Bosne (Obre I) i Crne Gore (Crvena stijena). Najvažniji lokaliteti naselja na otvorenom nalaze se u južnoj Istri (Vižula, Verudela, Vela Gromača kraj Kavrana, Pradišel, Debeljak kraj Premanture), a pojedinačni ulomci nađeni su i na prostorima potonjih gradinskih naselja: Šandalja, Vrčin, Vrčevan, Sv. Mihovil kraj Bala. Na najbolje istraženom nalazištu, Vižuli kraj Medulina (Boris Baćić) potvrđeno je postojanje nadzemnih kuća, a jednostavni loptasti lonci bili su ukrašeni utiskom ruba školjke.